# Blagdon Hill
Blagdon Hill är en by i Somerset i England. Byn är belägen 6,3 km 
från Taunton. Orten har 534 invånare (2016).